# Odezia
Odezia là một chi bướm đêm thuộc họ Geometridae.
Chi này bao gồm loài sau::
- Odezia atrata